# Dinastia Ngô
A Dinastia Ngô (em vietnamita: Nhà Ngô; Chữ Nôm: 茹吳), oficialmente Tĩnh Hải quân (chữ Hán: 靜海軍), foi uma dinastia vietnamita semi-independente de 939 a 968. A dinastia foi fundada por Ngô Quyền, que liderou as forças vietnamitas na Batalha do Rio Bạch Đằng contra a Dinastia Han do Sul da China em 938.
Por volta de 930, quando Ngô Quyền ascendeu ao poder, o norte do Vietnã foi ocupado militarmente pelos Han do Sul e foi tratado como uma província autônoma e estado vassalo da Dinastia Tang Posterior, conhecido como Tĩnh Hải quân. Todos os anos, o Jiedushi de Tĩnh Hải quân tinha que pagar homenagem ao seu mestre chinês em troca de paz e apoio político. No início do século X, a China foi atormentada e enfraquecida internamente pela guerra civil durante o que é conhecido como o período das Cinco Dinastias e Dez Reinos. Os chineses estavam preocupados com essas lutas civis e perdiam o controle sobre Tĩnh Hải quân periodicamente. Tĩnh Hải quân aproveitou esta oportunidade e proclamou sua independência e se separou da China. Sob o governo do Lorde Protetor Dương Đình Nghệ, o estado de Tĩnh Hải quân iniciou uma campanha militar completa pela independência.

## Antecedentes

### Pré-independência
Após derrotar a dinastia Sui, a dinastia Tang ajustou suas divisões administrativas e províncias, mantendo o domínio chinês no Vietnã. No final do século IX, no entanto, a agitação civil aumentou e a rebelião de Huang Chao enfraqueceu a dinastia Tang. No início do século X, em 905, um membro do clã Khúc do Vietnã, Khúc Thừa Dụ, aproveitou a turbulência contínua na China, tomou o poder do enfraquecido Tang e se autoproclamou Jiedushi (vietnamita: Tiết độ sứ), estabelecendo um grau de autonomia para o Vietnã. 
Em 906, os Tang reconheceram Jiaozhi como um estado autônomo, porém, um ano depois, a dinastia Tang terminou quando Zhu Wen derrubou o governo Tang, estabelecendo a Dinastia Liang Posterior para si e inaugurando a divisão da China nos impérios de curta duração das Cinco Dinastias e do período dos Dez Reinos. Durante esse período de guerra civil na China, o clã Khúc tentou aumentar seu poder e controle sobre o Vietnã. Na província de Guangzhou, no sul da China, no entanto, o antigo governador Tang, Liu Yan, declarou-se imperador do emergente reino Han do Sul. 
Em 917, Khúc Thừa Mỹ sucedeu Khúc Hạo como Jiedushi de Tĩnh Hải quân e estendeu a mão para a Dinastia Liang no norte da China, buscando apoio político como um estado vassalo. A ação enfureceu os Han do Sul e, em 930, o imperador Liu Yan tentou colocar Tĩnh Hải quân sob seu controle invadindo a capital e capturando Khúc Thừa Mỹ. Pouco depois, porém, Dương Đình Nghệ, o governador do distrito de Ái Châu de Tĩnh Hải quân, enviou tropas para resgatar Khúc Thừa Mỹ, derrotando o exército Han do Sul e no processo nomeando-se Jiedushi de Jinghai. Em 937, Dương Đình Nghệ foi assassinado por seu oficial Kiều Công Tiễn, que se declarou leal ao imperador Han do Sul. Imediatamente depois disso, o genro de Dương Đình Nghệ, general Ngô Quyền, governador do distrito de Ái, iniciou hostilidades contra Kiều Công Tiễn. 

### Batalha do Rio Bạch Đằng
Ngô Quyền (897–944) foi o general e genro mais leal de Dương Đình Nghệ. Ele serviu sob o comando de Dương Đình Nghệ e se casou com uma de suas filhas. Após o assassinato do sogro, Ngô Quyền buscou vingança. Ele lançou um ataque e derrotou Kiều Công Tiễn em 938. Este último, antes de sua morte em batalha com Ngô Quyền, enviou um emissário à corte Han do Sul para pedir reforço militar. O imperador do estado Han do Sul então enviou um exército para as terras do Sul para ajudar Kiều Công Tiễn em 938. Entretanto, as forças de Ngô Quyền foram avisadas sobre o avanço do exército Han do Sul e, portanto, ele rapidamente mobilizou suas forças e as posicionou estrategicamente em locais de batalha importantes. 

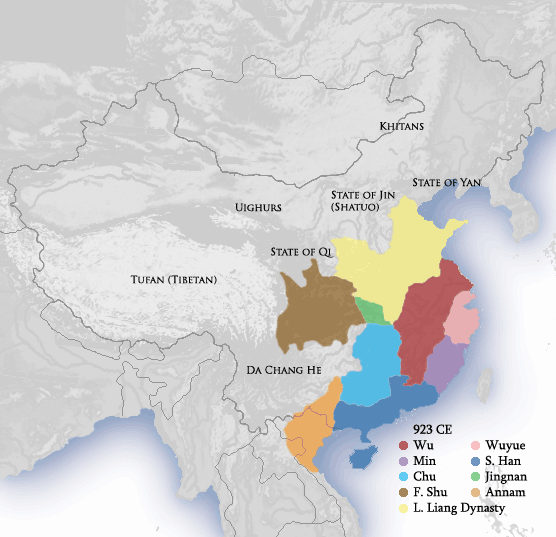
Cinco Dinastias Período dos Dez Reinos 923 dC e Tĩnh Hải quân (laranja).

Para derrotar o exército Han do Sul que vinha fornecer ajuda ao seu rival, Ngô Quyền e suas tropas plantaram estacas de ferro sob o Rio Bạch Đằng e cronometraram o ataque da marinha Han do Sul. O ataque começou durante a maré alta, o que escondeu os espinhos sob a água. As forças vietnamitas mantiveram o inimigo sob controle durante horas, esperando que as marés baixassem e os espinhos empalassem a armada chinesa. Com a marinha Han do Sul em desordem, as forças vietnamitas seguiram o empalamento com ataques de fogo ferozes e aniquilaram centenas de navios de guerra gigantes. A marinha Han do Sul e o Príncipe Han do Sul foram mortos na batalha, acabando assim com a ambição militar dos Han do Sul sobre Aname. 

## Era da Independência (938)

### Reinado de Ngô Quyền
A Batalha do Rio Bạch Đằng foi a primeira vitória significativa de muitas ao longo dos séculos neste famoso rio. Ngô Quyền então ascendeu ao trono e assumiu o nome de "Ngô Vương" (Rei Ngô) ou "Tiền Ngô Vương". Ele mudou a capital de volta para Cổ Loa.  Ele reinou por apenas cinco anos, até 944, quando morreu de doença aos 47 anos. O curto reinado de um governante ambicioso preparou o cenário para futuras campanhas pela independência. Ngô Vương inaugurou uma nova era vietnamita de independência contínua e autonomia política. No entanto, devido ao fracasso da dinastia Ngô em controlar os chefes e ao fracasso de Ngô Quyền em obter o reconhecimento chinês de sua legitimidade como governante, ela permaneceu pouco mais do que um protetorado da dinastia Song. 

### Disputas da Corte Real
Antes de sua morte, o desejo de Ngô Vương era ver seu cunhado Dương Tam Kha atuar como regente de seu filho Ngô Xương Ngập. No entanto, Dương Tam Kha usurpou o trono e proclamou-se "Bình Vương" (平王). Ele tomou o irmão mais novo de Ngô Xương Ngập, Ngô Xương Văn, como filho adotivo e o tornou herdeiro do trono. Temendo por sua vida, Ngô Xương Ngập escondeu-se com sua comitiva em Nam Sách (atual província de Hải Dương). O reinado de Dương Tam Kha foi impopular e muitas revoltas e rebeliões surgiram em todo o reino. 

### Ngô Xương Văn e Ngô Xương Ngập co-reinado: 950–954
Ngô Xương Văn (吳昌文) depôs Dương Tam Kha em 950 e se autodenominou "Nam Tấn Vương" (南晉王). Por respeito ao seu tio, Ngô Xương Văn não o matou, mas apenas o rebaixou e o enviou para o exílio. Ngô Xương Văn então procurou seu irmão mais velho, Ngô Xương Ngập, para dividir o trono com ele. Ao chegar à capital, Ngô Xương Ngập autodenominou-se "Thiên Sách Vương" (天策王). Trazido de volta ao trono por seu irmão mais novo, Ngô Xương Văn, Ngô Xương Ngập logo abusou de seus direitos como filho mais velho e começou a governar Tĩnh Hải quân como ditador, "Thiên Sách Vương" (天策王). O país estava pronto para rivalidades abertas entre diferentes senhores que lutavam entre si para se tornarem os próximos sucessores. 

### Reinado de Ngô Xương Xí: 965–968
Após a morte de Ngô Xương Văn em 965, seu filho Ngô Xương Xí (吳昌熾) o sucedeu. Ao ascender ao trono, Ngô Xương Xí se deparou com a difícil tarefa de ter seu governo reconhecido em um período de rivalidade aberta entre os 12 senhores que lutavam entre si pelo controle do país. Com o anúncio de seu governo, o país foi ainda mais perturbado e lançado em um período caótico chamado de Anarquia dos 12 Senhores da Guerra (vietnamita: Loạn 12 sứ quân). 

## Dissolução e Guerra Civil

### Anarquia dos 12 Senhores da Guerra (966–968)
O enfraquecimento da influência da dinastia Ngô causou a revolta de alguns governadores contra a corte real. Em 951, o duque Đinh Bộ Lĩnh do distrito de Hoa Lư e filho do governador do distrito de Hoan, Đinh Công Trứ, confiou muito na difícil geografia de sua região montanhosa local e iniciou sua rebelião contra a dinastia Ngô. Ambos os reis de Tĩnh Hải quân, Ngô Xương Văn e Ngô Xương Ngập lançaram campanhas militares contra Đinh Bộ Lĩnh . Entretanto, depois de mais de um mês, as tropas reais não conseguiram sucesso e retornaram à capital e tentaram persuadir o duque Đinh a desistir. Em 954, Ngô Xương Ngập morreu e o líder do distrito de Thao Gian, Chu Thái, também começou a trair a dinastia Ngô. O Rei de Ngo, Ngô Xương Văn usou a força para reprimir a revolta e decapitou Chu Thái. Em 965, Ngô Xương Văn foi baleado por uma saraivada de tiros e morreu. Seu filho, Ngô Xương Xí, assumiu a liderança, mas a dinastia gradualmente caiu em desordem. De acordo com Khâm định Việt sử Thông giám cương mục, o clã Kiều e o clã Dương se revoltaram contra os Ngô e em 966, o país foi dividido em 12 estados e governado por 12 senhores da guerra, incluindo a realeza Ngô (Ngô Xương Văn, Ngô Nhật Khánh). 
Após a submissão do clã real na década de 960 e para fortalecer sua posição, Đinh Bộ Lĩnh casou uma de suas filhas com o último rei Ngô. Ele também casou uma irmã mais nova do rei Ngô com seu filho mais velho, Ngô Nhật Khánh, e tomou a rainha-mãe Ngô como uma de suas esposas.  Em 968, Đinh Bộ Lĩnh estabeleceu um novo reino de Dai Viet. Ngô Nhật Khánh rapidamente se tornou dissidente e exilou-se em Champá. Quando Đinh Bộ Lĩnh morreu em 979, Nhật Khánh persuadiu o rei Cham Paramesvaravarmã I a levantar uma frota naval para recuperar o trono, no entanto a expedição foi afundada por um tufão e Nhật Khánh se afogou. 

## Árvore genealógica
|              |              |                                                  |                                                  |                                                  |                                                  |                                                  |                                                  |                                             |                                             |                                                      |                                                      |                                                      |                                                      |                                                      |                                                      |                                  |                                  |                                  |                                  |                             |                             |                             |                             |                                                  |                                                  |                                                  |                                                  |                                                  |                                                  |  |  |  |  |  |  |  |  |
|              |              |                                                  |                                                  | Wu Rida (nome sinicizado) século VIII            |                                                  |                                                  |                                                  |                                             |                                             |                                                      |                                                      |                                                      |                                                      |                                                      |                                                      |                                  |                                  |                                  |                                  |                             |                             |                             |                             |                                                  |                                                  |                                                  |                                                  |                                                  |                                                  |  |  |  |  |  |  |  |  |
|              |              |                                                  |                                                  |                                                  |                                                  |                                                  |                                                  |                                             |                                             |                                                      |                                                      |                                                      |                                                      |                                                      |                                                      |                                  |                                  |                                  |                                  |                             |                             |                             |                             |                                                  |                                                  |                                                  |                                                  |                                                  |                                                  |  |  |  |  |  |  |  |  |
|              |              |                                                  |                                                  | Ngô Đình Mân século IX                           | Ngô Đình Mân século IX                           | Ngô Đình Mân século IX                           | Ngô Đình Mân século IX                           | Ngô Đình Mân século IX                      | Ngô Đình Mân século IX                      |                                                      |                                                      |                                                      |                                                      |                                                      |                                                      |                                  |                                  |                                  |                                  | Dương Đình Nghệ n.874–m.937 | Dương Đình Nghệ n.874–m.937 | Dương Đình Nghệ n.874–m.937 | Dương Đình Nghệ n.874–m.937 | Dương Đình Nghệ n.874–m.937                      | Dương Đình Nghệ n.874–m.937                      |                                                  |                                                  |                                                  |                                                  |  |  |  |  |  |  |  |  |
|              |              |                                                  |                                                  | Ngô Đình Mân século IX                           | Ngô Đình Mân século IX                           | Ngô Đình Mân século IX                           | Ngô Đình Mân século IX                           | Ngô Đình Mân século IX                      | Ngô Đình Mân século IX                      |                                                      |                                                      |                                                      |                                                      |                                                      |                                                      |                                  |                                  |                                  |                                  | Dương Đình Nghệ n.874–m.937 | Dương Đình Nghệ n.874–m.937 | Dương Đình Nghệ n.874–m.937 | Dương Đình Nghệ n.874–m.937 | Dương Đình Nghệ n.874–m.937                      | Dương Đình Nghệ n.874–m.937                      |                                                  |                                                  |                                                  |                                                  |  |  |  |  |  |  |  |  |
|              |              |                                                  |                                                  |                                                  |                                                  |                                                  |                                                  |                                             |                                             |                                                      |                                                      |                                                      |                                                      |                                                      |                                                      |                                  |                                  |                                  |                                  |                             |                             |                             |                             |                                                  |                                                  |                                                  |                                                  |                                                  |                                                  |  |  |  |  |  |  |  |  |
| Ngô Tịnh ?–? | Ngô Tịnh ?–? | Ngô Tịnh ?–?                                     | Ngô Tịnh ?–?                                     | Ngô Tịnh ?–?                                     | Ngô Tịnh ?–?                                     |                                                  |                                                  | Ngô Quyền n.897-m.944 Ngô Vương r. 939－944 | Ngô Quyền n.897-m.944 Ngô Vương r. 939－944 | Ngô Quyền n.897-m.944 Ngô Vương r. 939－944          | Ngô Quyền n.897-m.944 Ngô Vương r. 939－944          | Ngô Quyền n.897-m.944 Ngô Vương r. 939－944          | Ngô Quyền n.897-m.944 Ngô Vương r. 939－944          |                                                      |                                                      | Dương Thị Ngọc                   | Dương Thị Ngọc                   | Dương Thị Ngọc                   | Dương Thị Ngọc                   | Dương Thị Ngọc              | Dương Thị Ngọc              |                             |                             | Dương Tam Kha m.980 Dương Bình Vương r. 944－950 | Dương Tam Kha m.980 Dương Bình Vương r. 944－950 | Dương Tam Kha m.980 Dương Bình Vương r. 944－950 | Dương Tam Kha m.980 Dương Bình Vương r. 944－950 | Dương Tam Kha m.980 Dương Bình Vương r. 944－950 | Dương Tam Kha m.980 Dương Bình Vương r. 944－950 |  |  |  |  |  |  |  |  |
| Ngô Tịnh ?–? | Ngô Tịnh ?–? | Ngô Tịnh ?–?                                     | Ngô Tịnh ?–?                                     | Ngô Tịnh ?–?                                     | Ngô Tịnh ?–?                                     |                                                  |                                                  | Ngô Quyền n.897-m.944 Ngô Vương r. 939－944 | Ngô Quyền n.897-m.944 Ngô Vương r. 939－944 | Ngô Quyền n.897-m.944 Ngô Vương r. 939－944          | Ngô Quyền n.897-m.944 Ngô Vương r. 939－944          | Ngô Quyền n.897-m.944 Ngô Vương r. 939－944          | Ngô Quyền n.897-m.944 Ngô Vương r. 939－944          |                                                      |                                                      | Dương Thị Ngọc                   | Dương Thị Ngọc                   | Dương Thị Ngọc                   | Dương Thị Ngọc                   | Dương Thị Ngọc              | Dương Thị Ngọc              |                             |                             | Dương Tam Kha m.980 Dương Bình Vương r. 944－950 | Dương Tam Kha m.980 Dương Bình Vương r. 944－950 | Dương Tam Kha m.980 Dương Bình Vương r. 944－950 | Dương Tam Kha m.980 Dương Bình Vương r. 944－950 | Dương Tam Kha m.980 Dương Bình Vương r. 944－950 | Dương Tam Kha m.980 Dương Bình Vương r. 944－950 |  |  |  |  |  |  |  |  |
|              |              |                                                  |                                                  |                                                  |                                                  |                                                  |                                                  |                                             |                                             |                                                      |                                                      |                                                      |                                                      |                                                      |                                                      |                                  |                                  |                                  |                                  |                             |                             |                             |                             |                                                  |                                                  |                                                  |                                                  |                                                  |                                                  |  |  |  |  |  |  |  |  |
|              |              |                                                  |                                                  |                                                  |                                                  |                                                  |                                                  |                                             |                                             |                                                      |                                                      |                                                      |                                                      |                                                      |                                                      |                                  |                                  |                                  |                                  |                             |                             |                             |                             |                                                  |                                                  |                                                  |                                                  |                                                  |                                                  |  |  |  |  |  |  |  |  |
|              |              | Ngô Xương Ngập m.954 Rei de Thiên Sách r.950–954 | Ngô Xương Ngập m.954 Rei de Thiên Sách r.950–954 | Ngô Xương Ngập m.954 Rei de Thiên Sách r.950–954 | Ngô Xương Ngập m.954 Rei de Thiên Sách r.950–954 | Ngô Xương Ngập m.954 Rei de Thiên Sách r.950–954 | Ngô Xương Ngập m.954 Rei de Thiên Sách r.950–954 |                                             |                                             | Ngô Xương Văn n.925–m.965 Rei de Nam Tan r. 950－965 | Ngô Xương Văn n.925–m.965 Rei de Nam Tan r. 950－965 | Ngô Xương Văn n.925–m.965 Rei de Nam Tan r. 950－965 | Ngô Xương Văn n.925–m.965 Rei de Nam Tan r. 950－965 | Ngô Xương Văn n.925–m.965 Rei de Nam Tan r. 950－965 | Ngô Xương Văn n.925–m.965 Rei de Nam Tan r. 950－965 |                                  |                                  | Ngô Chân Lưu n.933-m.1001        | Ngô Chân Lưu n.933-m.1001        | Ngô Chân Lưu n.933-m.1001   | Ngô Chân Lưu n.933-m.1001   | Ngô Chân Lưu n.933-m.1001   | Ngô Chân Lưu n.933-m.1001   |                                                  |                                                  |                                                  |                                                  |                                                  |                                                  |  |  |  |  |  |  |  |  |
|              |              | Ngô Xương Ngập m.954 Rei de Thiên Sách r.950–954 | Ngô Xương Ngập m.954 Rei de Thiên Sách r.950–954 | Ngô Xương Ngập m.954 Rei de Thiên Sách r.950–954 | Ngô Xương Ngập m.954 Rei de Thiên Sách r.950–954 | Ngô Xương Ngập m.954 Rei de Thiên Sách r.950–954 | Ngô Xương Ngập m.954 Rei de Thiên Sách r.950–954 |                                             |                                             | Ngô Xương Văn n.925–m.965 Rei de Nam Tan r. 950－965 | Ngô Xương Văn n.925–m.965 Rei de Nam Tan r. 950－965 | Ngô Xương Văn n.925–m.965 Rei de Nam Tan r. 950－965 | Ngô Xương Văn n.925–m.965 Rei de Nam Tan r. 950－965 | Ngô Xương Văn n.925–m.965 Rei de Nam Tan r. 950－965 | Ngô Xương Văn n.925–m.965 Rei de Nam Tan r. 950－965 |                                  |                                  | Ngô Chân Lưu n.933-m.1001        | Ngô Chân Lưu n.933-m.1001        | Ngô Chân Lưu n.933-m.1001   | Ngô Chân Lưu n.933-m.1001   | Ngô Chân Lưu n.933-m.1001   | Ngô Chân Lưu n.933-m.1001   |                                                  |                                                  |                                                  |                                                  |                                                  |                                                  |  |  |  |  |  |  |  |  |
|              |              |                                                  |                                                  |                                                  |                                                  |                                                  |                                                  |                                             |                                             |                                                      |                                                      |                                                      |                                                      |                                                      |                                                      |                                  |                                  |                                  |                                  |                             |                             |                             |                             |                                                  |                                                  |                                                  |                                                  |                                                  |                                                  |  |  |  |  |  |  |  |  |
|              |              |                                                  |                                                  | Ngô Xương Xí ?-? r. 965–966                      | Ngô Xương Xí ?-? r. 965–966                      | Ngô Xương Xí ?-? r. 965–966                      | Ngô Xương Xí ?-? r. 965–966                      | Ngô Xương Xí ?-? r. 965–966                 | Ngô Xương Xí ?-? r. 965–966                 |                                                      |                                                      |                                                      |                                                      | Ngô Nhật Khánh m.979 Príncipe An                     | Ngô Nhật Khánh m.979 Príncipe An                     | Ngô Nhật Khánh m.979 Príncipe An | Ngô Nhật Khánh m.979 Príncipe An | Ngô Nhật Khánh m.979 Príncipe An | Ngô Nhật Khánh m.979 Príncipe An |                             |                             |                             |                             |                                                  |                                                  |                                                  |                                                  |                                                  |                                                  |  |  |  |  |  |  |  |  |